# Graptomyza ventralis
Graptomyza ventralis är en tvåvingeart som beskrevs av Christian Rudolph Wilhelm Wiedemann 1830. Graptomyza ventralis ingår i släktet Graptomyza och familjen blomflugor. Inga underarter finns listade i Catalogue of Life.